# Picnic at the Whitehouse
Picnic at the Whitehouse war ein deutsch-englisches Synthie-Pop-Duo, bestehend aus dem Sänger Edwin „Eddie“ Hind (* 1963 in Liverpool) und dem Keyboarder Eckart „Illfo“ Debusmann (* 1963 in München) der bei dem Münchner Plattenlabel 'ON RECORDS' von KP Schleinitz unter Vertrag war (auch Terence Trent D’Arby, Kevin Coyne, Cahlice, BeBop u. a.). Da ein Sänger für die ursprüngliche Aufnahmen gebraucht wurde, setzte K.P. Terence Trent D’Arby ein. Auf dem Rückweg von zusätzlichen Produktionen in Jamaika spiele KP diesen Titel Colin Barlow vor, einem der A&R Leute bei der CBS in London. Barlow war begeistert von dem Titel, wollte aber einen anderen Sänger einsetzen und bestand auf Eddie Hind. KP und sein dann Partner Luxi gründeten P.A.R.C. Music und siedelten nach London um und in ein Haus am Camden Square mit Band und Produzenten Ralph Ruppert, den KP von dem Boney M-Produzenden Frank Farian abwarb. In der Garage des Hauses, dass zu einem 24-Spur-Studio umgebaut war, wurde dann das 'Picnic' Album aufgenommen.
Die erste Single We Need Protection ging 1985 in die deutschen Charts (#36) und italienischen Charts (#6) wo die Band sehr populär wurde. Die beiden Folgesingles "East River" und 'Success" konnten sich nicht platzieren und kurz vor Veröffentlichung des Albums trennten sich Debusmann und Hind. Der Bandname wurde als Zitat aus einer Rede von John F. Kennedy entnommen.

## Diskografie

### Album
- 1987: The Doors Are Open

### Singles
- 1985: We Need Protection
- 1986: East River
- 1987: Success